# 桜井賢三

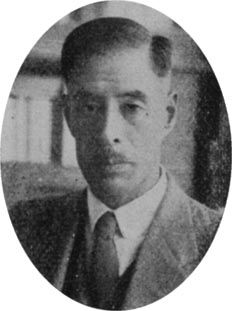
桜井賢三

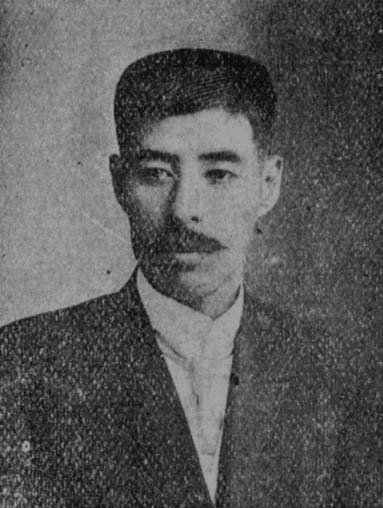
桜井賢三

桜井 賢三（櫻井賢三、さくらい けんぞう、1880年（明治13年）3月5日 - 1950年（昭和25年）12月29日）は、日本の教育者。

## 経歴
岐阜県安八郡墨俣町（現在の大垣市）出身。1906年（明治39年）、東京高等師範学校英語科を卒業した後、1910年（明治43年）に京都帝国大学文学部哲学科を卒業した。福島県立相馬中学校校長、山口県室積師範学校校長、静岡県師範学校校長、東京府豊島師範学校校長、京都府立女子専門学校校長を歴任。1935年（昭和10年）、東京府立第一高等女学校校長に就任し、東京府立第十四高等女学校校長も兼ねた。
東京高師時代（明治35年、1902年）、日本で初めてサッカーのチームができた際の選手の一員として、1904年には初めての外国人チーム（横浜のYCAC）との試合を現在の横浜スタジアム（当時の横浜公園）でやったことでも知られる。
長男は東京学芸大学教授であった櫻井芳朗（東洋史）、孫に一橋大学教授であった櫻井雅人（英語学、音楽史）、櫻井澄夫（地名研究家）がいる。墓地は多磨霊園にある。

## 著書
- 『国民道徳と現代思想』（東京宝文館、1925年）
- 『現代の教育者』（東京宝文館、1926年、ゆまに書房、1991年（復刻版））